# FokI
La enzima FokI es una endonucleasa de restricción (EC 3.1.21.4) de tipo IIS de bacterias que se encuentra naturalmente en Flavobacterium okeanokoites y consiste en un dominio de unión al ADN en el extremo N-terminal de la enzima y un dominio de corte no específico en el extremo C-terminal. Una vez que la proteína se une a ADN dúplex a través de su dominio de unión en el sitio de reconocimiento 5'-GGATG-3 ': 5'-CATCC-3', el dominio de corte de ADN se activa y corta de forma no específica entre nueve y trece nucleótidos hacia abajo del sitio de reconocimiento. El peso molecular de esta enzima es de 65,4 kDa y se compone de 587 aminoácidos.

## Dominio de unión al ADN
El dominio de reconocimiento contiene tres subdominios (D1, D2 y D3), que están relacionados evolutivamente con el dominio de unión al ADN de la proteína activadora de catabolito que contiene un motivo de hélice-giro-hélice.

## Dominio de corte del ADN
La escisión del ADN es mediada a través de dominios de corte no específicos, que incluye también la superficie de dimerización.  La interfaz del dímero está formada por hélices α4 y α5 paralelas y dos bucles P1 y P2 del dominio de corte.

## Actividad
Cuando el nucleasa es separada del ADN, el dominio endonucleasa es secuestrado por el dominio de unión al ADN y se libera a través de un cambio conformacional en el dominio de unión al ADN uniéndose a su sitio de reconocimiento. El corte sólo se produce en la dimerización, cuando el dominio de reconocimiento de dominio está unido a su sitio cognado y en presencia de iones magnesio.

## Uso
El dominio de endonucleasa FokI se ha utilizado en varios estudios, luego de combinarlo con una variedad de dominios de unión al ADN, como el dedo de zinc.
Uno de los muchas variantes de genes humanos de receptores de la vitamina D es un polimorfismo de nucleótido simple en el codón de inicio del gen que puede distinguirse a través de la utilización de la enzima FokI.